# Jorge Morales (judoka)
Jorge Morales es un deportista cubano que compitió en judo. Ganó una medalla de plata en el Campeonato Panamericano de Judo de 2006, en la categoría de –55 kg.

## Palmarés internacional
| Campeonato Panamericano | Campeonato Panamericano  | Campeonato Panamericano | Campeonato Panamericano |
| Año                     | Lugar                    | Medalla                 | Categoría               |
| ----------------------- | ------------------------ | ----------------------- | ----------------------- |
| 2006                    | Buenos Aires (Argentina) | Medalla de plata        | –55 kg                  |